# Biopelsparite
Une biopelsparite, selon la classification de Folk, représente une roche calcaire faite de débris de fossiles (« bio.. ») et de petites concrétions d'origine animale (« ..pel.. ») noyés dans un ciment de calcite granulaire (« ..spar.. »).